# Vilanova de Bellpuig (kommunhuvudort)
Vilanova de Bellpuig är en kommunhuvudort i Spanien.   Den ligger i provinsen Província de Lleida och regionen Katalonien, i den östra delen av landet, 400 km öster om huvudstaden Madrid. Vilanova de Bellpuig ligger 297 meter över havet och antalet invånare är 1 121.
Terrängen runt Vilanova de Bellpuig är platt. Runt Vilanova de Bellpuig är det glesbefolkat, med 17 invånare per kvadratkilometer. Närmaste större samhälle är Tàrrega, 15,0 km öster om Vilanova de Bellpuig. Trakten runt Vilanova de Bellpuig består till största delen av jordbruksmark.